# 6695 Barrettduff
A 6695 Barrettduff (ideiglenes jelöléssel 1986 PD1) a Naprendszer kisbolygóövében található aszteroida. Eleanor F. Helin fedezte fel 1986. augusztus 1-jén.